# Muhammad Mamle

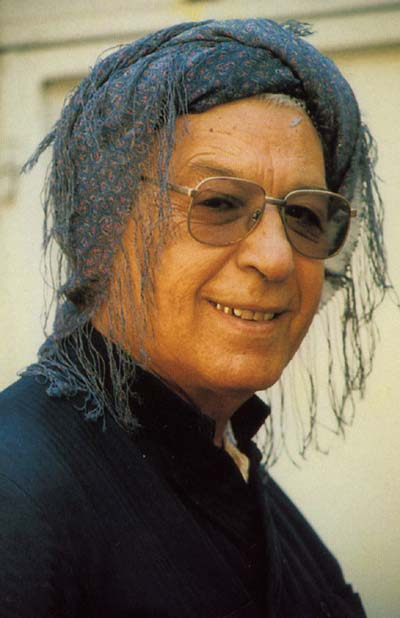
Muhammad Mamle

Muhammad Mamle (Kurdisch: Mihemedî Mamlê; * 1. Juni 1925 in Mahabad, Iran; † 23. Januar 1999 ebenda) war iranischer  Musiker und Sänger kurdischer Volkszugehörigkeit, der sich auf überlieferte Volkslieder spezialisierte.

## Leben
Er nahm Volkslieder neu auf und veröffentlichte sie. Abgesehen davon gab er kleine Konzerte und sang oft im Kreise seiner Freunde. Aufgrund seiner politischen Aktivitäten wurde Mamle mehrmals von der iranischen Regierung inhaftiert. Mamle starb 1999 und wurde auf dem Budak-Sultan-Friedhof beigesetzt.
Mamle wird von den Bewohnern Mahabads verehrt. Weitere Mitglieder des Mamle-Clans sind musikalisch aktiv.